# ستيف كلارك (لاعب كرة قدم أمريكية)
ستيف كلارك (بالإنجليزية: Steve Clark)‏ هو لاعب كرة قدم أمريكية أمريكي، ولد في 2 أغسطس 1960 في مدينة سولت ليك في الولايات المتحدة.

## وصلات خارجية
- ستيف كلارك على موقع مرجع كرة القدم المحترفة.كوم (الإنجليزية)